# Wilhelm Mauer (Landrat)
Wilhelm Johann Ernst Mauer (* 8. September 1864 in Saalfeld (Saale); † 18. September 1942 ebenda) war ein deutscher Verwaltungsbeamter und Syndikus.

## Leben
Wilhelm Mauer studierte Rechtswissenschaften an der Universität Jena. 1885 wurde er Mitglied des Corps Franconia Jena. Nach dem Studium und der Promotion zum Dr. jur. trat er in den Dienst des Herzogtums Sachsen-Meiningen. 1889 war er Referendar. Anschließend wurde er Kreisassessor im Kreis Saalfeld. Zwischen 1900 und 1904 wurde er zum Landrat des Kreises Saalfeld ernannt.
Nach dem Ersten Weltkrieg betätigte er sich in Saalfeld als Syndikus.

## Auszeichnungen
- Ritter 1. Klasse des Herzoglich Sachsen-Ernestinischen Hausordens, 1914[8]
- Ehrenmedaille in Bronze für Nichtkombattanten des Herzogtums Sachsen-Meiningen[9]